# Kuomintang (Wang Jingwei)

Emblema do Kuomintang usado por Wang Jingwei

O Kuomintang de Wang Jingwei foi um partido politico colaboracionista japonês durante a Segunda Guerra Sino-Japonesa que controlou o Governo Reorganizado da República da China.
Foi fundado em 1939, por Wang Jingwei após o 6º Congresso do Kuomintang, organizado secretamente sem se vincular a Chiang Kai-Shek, líder do Kuomintang, com o objetivo de ser uma oposição ao Kuomintang de Kai-shek e governar o estado satélite japonês do Governo Reorganizado da República da China.
O Partido foi dissolvido em 16 de Agosto de 1945 após a rendição do império japonês e a dissolução do Governo Reorganizado da República da China, ocupada principalmente por guerrilhas do Partido  comunista Chinês e tropas nacionalistas do Exército Nacional Revolucionário.

## História

### Criação

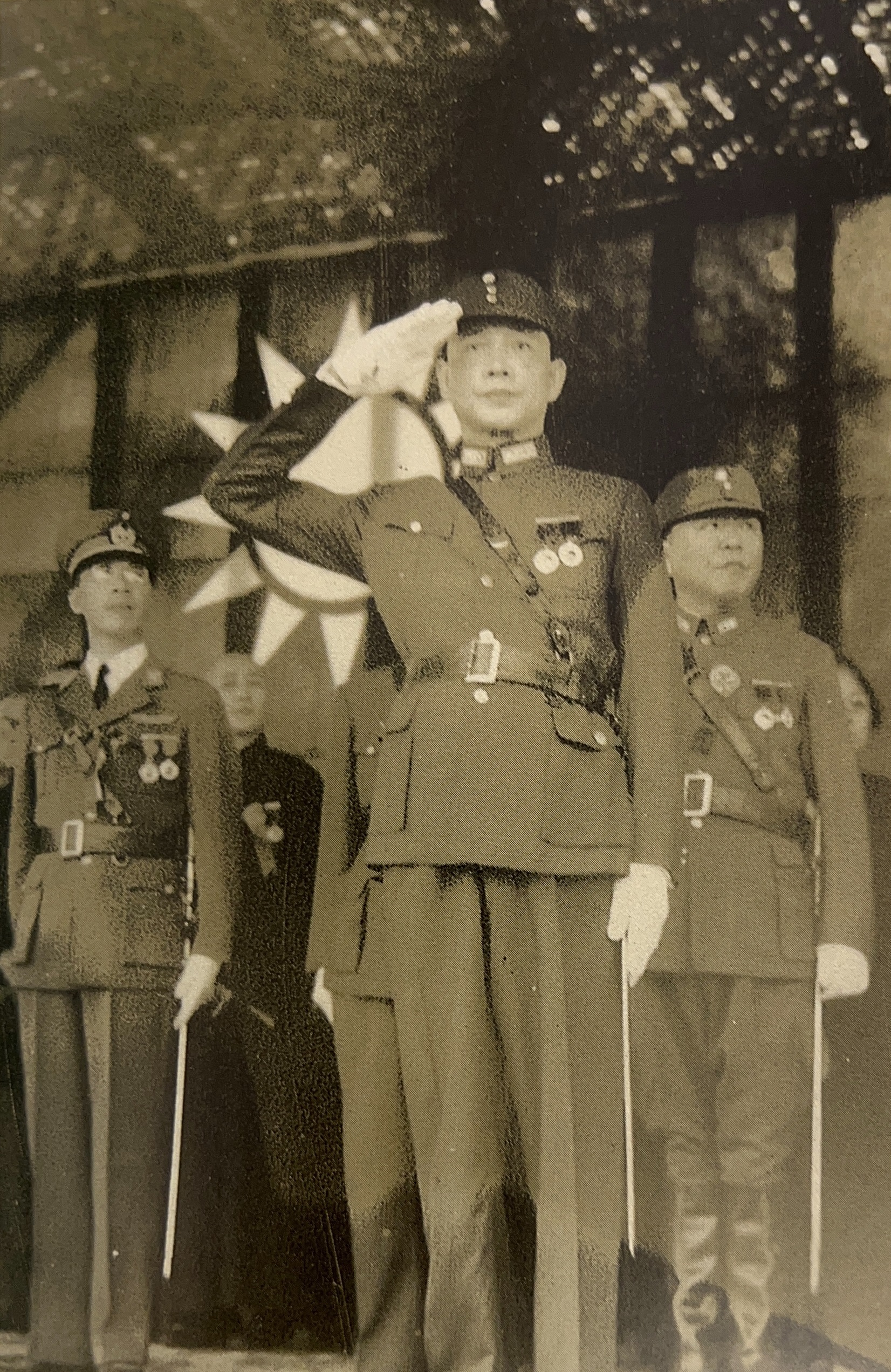
Wang Jingwei em seu uniforme militar; a bandeira do Kuomintang pode ser vista ao fundo

Entre os dias 28 a 30 de agosto de 1939, Wang Jingwei convocou secretamente o 6º Congresso Nacional do Kuomintang na cidade de Xangai. Wang buscou se declarar o presidente temporário do congresso e se separar das politicas de Chiang Kai-Shek e fez um relatório político sobre a situação do país em relação à Segunda Guerra Sino-Japonesa. A chamada "Resolução sobre a Reorganização dos Assuntos do Partido" foi aprovada pelo congresso e invalidou todos os decretos e congressos promovidos por Chiang Kai-Shek, e logo elegeu Wang Jingwei como presidente do Comitê Executivo Central. De acordo com a "Construção Pacífica de uma Nação Anticomunista", o congresso aprovou então a "Revisão da Plataforma Política do Kuomintang Chinês", declarou uma "Decisão sobre a Política Nacional Básica Anticomunista" e emitiu ajustes fundamentais para retomar a China sobre controle japonês.
Em 30 de março de 1940, Wang Jingwei participou da "Cerimônia de Devolução da Capital do Governo Nacional" e estabeleceu um governo fantoche em Nanjing (Sob ocupação Japonesa). O estado foi denominado "Governo Nacional Reorganizado da República da China". Wang serviu como Presidente do Yuan Executivo e Presidente do Governo Nacional. O Partido governou o país diretamente sob Wang Jingwei, essencialmente uma ditadura de partido único e participou nominalmente na gestão do Comitê de Assuntos Políticos do Norte da China e do Governo Autônomo Unido de Mengjiang .

### Liderança

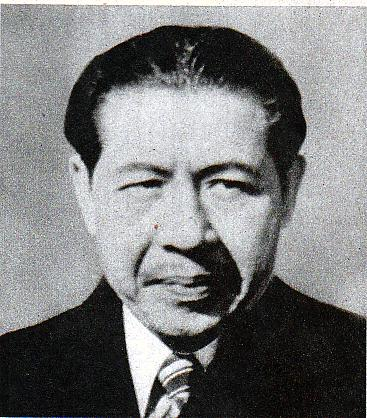
Chen Gongbo, segundo presidente do regime de Wang Jingwei. Ele assumiu a liderança do KMT de Wang após sua morte em 1944.

No início, o Kuomintang de Wang Jingwei ainda reconhecia Lin Sen, que foi nomeado por Chiang Kai-shek em Chongqing como presidente do Governo Nacional. No entanto, Wang Jingwei nomeou-se "presidente interino", servindo simultaneamente como chefe do executivo e legislativo.
Em 10 de novembro de 1944, Wang Jingwei morreu em Nagoya e em 12 de novembro, o Comitê Central do partido em Nanjing organizou uma reunião de emergência que decidiu que Chen Gongbo seria o presidente do executivo, legislativo e chefe militar. Chen assumiu oficialmente o cargo formalmente em 20 de novembro. Quando assumiu o cargo, Chen Gongbo afirmou que daria continuidade às políticas definidas por Wang Jingwei e não hesitaria, independentemente do progresso da guerra ou da urgência da situação atual. Seguindo Chen Gongbo, Zhou Fohai tornou-se prefeito de Xangai em janeiro de 1945.

### Dissolução
Após a rendição do Japão em 15 de agosto de 1945, Chen Gongbo e Zhou Fohai convocaram uma reunião provisória do Comitê Político Central em Nanjing às 16h do dia 16 de agosto, anunciando a abolição do Governo Nacional Reorganizado e de todas as suas instituições, incluindo o partido.

## Politica
O Kuomintang de Wang Jingwei ainda seguia os Três Princípios do Povo de Sun Yat-sen, apesar de que, em sua essência, o princípio de Nacionalismo (Minzú) era usado como justificativa para o colaboracionismo japonês e aplicar o pan-asianismo e o anticomunismo.